# Hanging Woman Creek
Der Hanging Woman Creek ist ein etwa 105 km langer, rechter Nebenfluss des Tongue River in den US-Bundesstaaten Wyoming und Montana.

## Verlauf
Der Hanging Woman Creek entspringt im östlichen Sheridan County im Norden von Wyoming, etwa 50 km östlich von Sheridan und 25 km nordöstlich von Clearmont auf einer Höhe von etwa 1325 m. Von dort fließt der Fluss nach Norden und erreicht das Big Horn County im Bundesstaat Montana, wo von rechts mit dem Trail Creek der längste Nebenfluss hinzufließt. Im weiteren Verlauf mäandriert der Fluss durch die westlichen Ausläufer der Horse Creek Buttes in nördliche Richtung, erreicht das Rosebud County und mündet nach insgesamt 105 km unmittelbar südwestlich von Birney auf einer Höhe von 952 m in den Tongue River.

## Hydrologie
Der Hanging Woman Creek ist als Nebenfluss des Tongue Rivers Teil des Einzugsgebietes des Yellowstone Rivers, der über den Missouri und den Mississippi in den Golf von Mexiko entwässert. Das Einzugsgebiet des Hanging Woman Creek umfasst ein Areal von etwa 1200 km² und grenzt an die Einzugsgebiete von Otter Creek im Osten, Clear Creek im Süden sowie Badger Creek im Südwesten. Der mittlere Abfluss am Pegel in Birney beträgt 0,09 m³/s, die größten Abflüsse finden sich in den Monaten Februar und März.

## Trivia
Der Westernroman Hanging Woman Creek – Eiskaltes Blut des US-amerikanischen Schriftstellers Louis L’Amour wurde nach dem Hanging Woman Creek benannt.

## Belege
1. 1 2 3 4 5  Hanging Woman Creek. In: Geographic Names Information System. United States Geological Survey, United States Department of the Interior (englisch).
2. ↑  USGS 06307600 Hanging Woman Creek near Birney MT. Abgerufen am 10. Oktober 2024.